# 汽車下鄉
汽車下鄉是中華人民共和國政府於2009年2月6日宣布的救市方案，為了對抗美國開始的全球金融海嘯所造成消費性電子產品急速外銷需求衰退，意圖擴大內需市場，參考家電下鄉的財政政策讓農村地區購買汽車可以獲得人民幣3000元至5000元的補貼。
規劃第一階段2009年3月1日至12月31日，總共安排50億元對農民報廢三輪汽車和低速貨車換購輕型載貨車以及購買1.3公升以下排量的微型客車，給予一次性財政補貼結合成中央、地方政府各出補貼，廠家實行優惠，銀行給予貸款貼息的綜合模式至少可以拉動150萬輛的汽車消費。